# Caleta Gorrión
La caleta Gorión (51°39′S 57°49′O / -51.650, -57.817) es una entrada de mar que se encuentra en la zona oriental de la isla Soledad del archipiélago de las Malvinas. Administrativamente pertenece al departamento Islas del Atlántico Sur de la provincia de Tierra del Fuego, Antártida e Islas del Atlántico Sur.
Esta pequeña caleta se localiza sobre la costa norte del puerto Groussac, entre la punta Flecha y la punta Gorrión. Además se ubica al oeste de la punta Celebroña y al noreste de Puerto Argentino.